# Powiat Filehne
Powiat Filehne (niem. Landkreis Filehne, Kreis Filehne; pol. powiat wieleński) – istniejący w latach 1887–1920 powiat, należący do Prus, Prowincji Poznańskiej i rejencji bydgoskiej. Siedziba powiatu znajdowała się w mieście Wieleń (niem. Filehne). Teren dawnego powiatu leży na terenie obecnego województwa wielkopolskiego.

## Historia
Powiat powstał 1 października 1887 z zachodniej części powiatu Czarnikau (czarnkowskiego) (która do 1816 roku należała do powiatu Deutsch Krone (wałeckiego)). Był jedną z jednostek podziału administracyjnego Prowincji Poznańskiej, w rejencji bydgoskiej w Królestwie Prus.
Na mocy traktatu wersalskiego 10 stycznia 1920 roku powiat przedzielony został wzdłuż Noteci granicą państwową:
- Niemcom przypadła prawobrzeżna część powiatu z miejscowościami: Krzyż Wielkopolski (niem. Kreuz), Żelichowo (niem. Selchow) oraz północną częścią Wielenia z dworcem kolejowym Wieleń Północny). Obszar ten wszedł w skład nowo utworzonego powiatu noteckiego, wchodzącego w skład (od 1922) Marchii Granicznej Poznańsko-Zachodniopruskiej i rejencji pilskiej
- Polsce przypadła część lewobrzeżna, tj. Drawsko (niem. Dratzig), Rosko (niem. Roskau) i główna część Wielenia, którą włączono do powiatu czarnkowskiego w województwie poznańskim[1].